# Ingelbrecht Knudssøn
Ingelbrecht Knudssøn, född 14 december 1776 i Byneset vid Trondheim, död 21 mars 1826, var en norsk jurist och politiker.
Knudssøn, som var bondson, var först anställd på juridiska ämbetskontor i Trondheim, tog dansk juridisk examen 1804, innehade till 1809 juridisk praktik i Köpenhamn, var 1810–15 sorenskriver i Finmarken, 1815–21 i Romsdal och byfogd i Molde samt från 1821 till sin död sorenskriver i Strinden och Selbu. 
Åren 1818–24 var Knudssøn Stortingsrepresentant dels för Kristiansund och Molde, dels för Trondheim. År 1824 var han president i Odelstinget och vicepresident i Stortinget. Han var en av oppositionens ledare; han hade särskilt stort inflytande på tinget 1824, som på konstitutionskommitténs hemställan, som han hade varit med att skriva, förkastade det kungliga grundlagsförslaget.